# Miss Bumbum
El concurso Miss Bumbum o Señorita Bumbum es un desfile brasileño de carácter anual que tiene como objetivo encontrar a la mujer con el trasero más atractivo es Graciebon del año. Creado por el periodista y empresario Cacau Oliver, la competencia tiene 27 concursantes que representan los diferentes estados de Brasil, y la ganadora del concurso recibe 50,000 reales (aproximadamente USD 22,000) en ofertas de patrocinio y se convierte en una celebridad instantánea en Brasil.
La señorita Bumbum realizó su primera incursión en el mercado de los EE. UU. Mediante la licencia de un calendario oficial del año 2017 para su lanzamiento en los EE. UU. El calendario fue lanzado el 1 de diciembre de 2016 y contó con la ganadora del concurso de 2016 Erika Canela en la portada.

## Ganadoras
- 2024: Bruna Dias
- 2023: Mirtha Cruz
- 2022: Carolina Lekker
- 2021: Lunna LeBlanc[9]
- 2020: Lucene Duarte[10]
- 2019: Suzy Cortez
- 2018: Ellen Santana[11]
- 2017: Rosie Oliveira[12]
- 2016: Erika Canela[13]
- 2015: Suzy Cortez[14]
- 2014: Indianara Carvalho[15]
- 2013: Dai Macedo[16][17]
- 2012: Carine Felizardo[18][19][20]
- 2011: Rosana Ferreira[19][21][22]

### Otras concursantes notables
- Andressa Urach - modelo[23]
- Claudia Alende - modelo[24]

## Crítica
En junio de 2013, Daisy Donovan, una periodista inglesa que trabaja para Channel 4 afirmó que los populares programas de televisión en Brasil, incluida Miss Bumbum, objetivan y degradan a las mujeres. Ella llamó al espectáculo «una espectacular fiesta de la carne» y dijo que se sentía incómoda viendo la final, y agregó: «Es un poco desconcertante ser una mujer aquí y no vestirse con hilo dental».

## Controversias
En octubre del año 2013, según International Business Times, las modelos Mari Sousa, de 25 años, y Eliana Amaral, de 24, fueron acusadas de pagar el equivalente a miles de dólares en sobornos a los jueces del concurso.
En noviembre del año 2014, según el Diario Mayor El Deber, la modelo y finalista del concurso Kity Peña, sufrió un percance en pleno certamen realizado en el local nocturno Azúcar. La participante, firme candidata al título, fue desalojada del local por su pareja mientras realizaba su paso por la pasarela, y bajada a empujones y chicotazos con un kolepeji para sorpresa de los espectadores.

## Concursos similares
Miss Bum Bum Brasil ha llevado a la creación de algunas competiciones derivadas en Miami (EE. UU.), Japón y para la Copa del Mundo. Miss Reef, celebrada en varios países de América del Sur, y Got Ass, celebrada en América del Norte, estas son competiciones similares dedicadas a juzgar qué mujeres tienen las mejores nalgas.
También se hace un concurso muy similar llamado Miss Bum Bum México. Está en estudio llevar la franquicia a otros países, entre ellos Argentina, Chile, Perú, Colombia y Venezuela.

## Contexto cultural
En la jerga brasileña, bumbum es un término usado para referirse a las nalgas de una mujer, que se suelen considerar un elemento importante de belleza física en la cultura brasileña. Una apreciación de las nalgas femeninas bien formadas y de gran tamaño es común y generalizada en Brasil y la preferencia tradicional brasileña es que las mujeres tengan grandes nalgas redondas, el ideal brasileño es mucho más ancho, grueso y moldeado de lo que a menudo puede estar asociado con el ideal europeo. En 2014, se realizaron más de 50,000 procedimientos de implante de glúteos en Brasil, en comparación con los 19,000 en los Estados Unidos. La popularidad del concurso Miss Bumbum en Brasil en 2014 llevó a que el ganador del voto en línea superara los 2 millones de votos.